# Мистика
Ми́стика (от др.-греч. μυστικός «мистерийный, таинственный», от μυέω — «посвящать в мистерии, таинства») — вера в существование сверхъестественных сил, с которыми таинственным образом якобы связан и способен общаться человек; также — сакральная религиозная практика, имеющая целью переживание непосредственного единения с Богом (или богами, духами, другими нематериальными сущностями). Совокупность теологических и философских доктрин, посвящённых оправданию и осмыслению этой практики, называется мистицизмом.

## Значение слова
В переносном словоупотреблении мистика означает совокупность явлений и действий, особым образом связывающих человека с тайным существом и силами мира, независимо от условий пространства, времени и физической причинности; это есть мистика реальная или опытная, которая разделяется на: а) прорицательную, стремящуюся усматривать непосредственно явления и предметы, не находящиеся в данном пространственном и временном кругозоре — сюда принадлежат различные формы ясновидения, гадания, оракулов, также астрология; б) деятельную или оперативную, которая стремится, помимо обычных средств и условий, производить различные явления, как-то: действовать на расстоянии, останавливать и вызывать жизненные процессы одним властным внушением, создавать пластические формы или материализовать духовные сущности и дематериализовать телесные и т. п.; сюда относятся так называемый животный магнетизм, магия (в тесном смысле), теургия, некромантия, всевозможные способы волшебства или чародейства и, наконец, вся область медиумических или спиритических явлений. С христианской точки зрения реальная мистика (в обоих своих видах) разделяется по достоинству и значению предмета и среды мистического взаимодействия на мистику божественную, естественную и демоническую. Относить к мистике алхимию, как это обыкновенно делается, нет достаточных оснований, так как алхимики в своих операциях старались пользоваться естественными свойствами вещества и исходили из принципа единства материи, признаваемого ныне положительной наукой.
В другом смысле мистикой называется особый род религиозно-философской познавательной деятельности. Сверх обычных способов познавания истины — опыта, чистого мышления, предания и авторитета, — всегда допускалась большинством религиозных и метафизических умов возможность непосредственного общения между познающим субъектом и абсолютным предметом познания — сущностью всего, или божеством. Если такое общение признаётся единственным или, по крайней мере, самым верным и достойным способом познания и осуществления истины, а все другие способы более или менее пренебрегаются как низшие и неудовлетворительные, то возникает известное исключительное направление мысли, называемое мистицизмом; если, независимо от крайности этого направления, внутреннее общение человеческого духа с абсолютным признаётся как существенная основа истинного познания, то появляются учения, которые, смотря по преобладанию в них религиозного или философского элемента, обозначаются как мистическое богословие, мистическая философия или теософия.

## Мистика в России
Мистика в Российской империи, как и в Европе, получила широкое распространение среди аристократов в конце XIX века. Интерес к сверхъестественным практикам был замечен также в семье последнего русского императора Николая II, который (как и вся его семья, в особенности жена) находился под некоторым влиянием «святого старца» Григория Распутина.
К современным проявлениям интереса россиян к мистическим «наукам» можно отнести соответствующие передачи на телевидении на подобии шоу «Битва экстрасенсов», «Экстрасенсы ведут расследование» и т.п. Данный формат критикуется учёными и даже самими телевизионщиками: к примеру, фильм Бориса Соболева «Идущие к чёрту» и его продолжение «Идущие к…» развенчивают веру в истинность подобных околомистических передач, и экстрасенсов в частности.
В русской литературе наиболее известным автором, творившим в жанре мистики (фэнтези; в данном случае славянской мифологии) был Николай Васильевич Гоголь: сборник рассказов «Вечера на хуторе близ Диканьки», повесть «Вий». К мистическим можно отнести повесть Пушкина «Пиковая дама» и неоконченную «Штосс» Лермонтова. Также в некоторых своих произведениях к мистике обращался Алексей Константинович Толстой: его перу принадлежат повесть «Упырь», рассказы «Семья вурдалака» и «Встреча через триста лет».

## Высказывания различных мыслителей о мистике
- Н. А. Бердяев:

Мистика есть реализм, ощущение реальностей, слияние с реальностями; рационалистический же позитивизм есть иллюзионизм, потеря ощущения реальностей, разрыв между реальностями мира.
- Г. К. Честертон:

Из-за того, что я немного разбираюсь в мистике, меня не могут одурачить дилетанты. Истинные мистики не прячут тайн, а открывают их. Они ничего не оставят в тени, а тайна так и останется тайной. Зато мистику-дилетанту не обойтись без покрова таинственности, сняв который, находишь нечто вполне тривиальное.
Из сборника «Недоверчивость отца Брауна»
- А. Эйнштейн:

Современные мистические тенденции, которые особенно проявляются в безудержном росте так называемых теософии и спиритуализма, для меня не более чем признак слабости и растерянности. Поскольку наш внутренний опыт состоит из репродукций и комбинаций сенсорных впечатлений, концепция души без тела кажется мне пустой и лишённой смысла.
- Гершом Шолем:

Не существует такого явления, как абстрактная мистика, или мистического переживания, не связанного с определённой религиозной системой. Существует не мистика вообще, а лишь определённая форма мистики – христианская, мусульманская, еврейская мистика и т. д. Было бы бессмысленно отрицать то, что между ними имеется нечто общее, и это как раз и есть тот элемент, который выявляется при сравнительном анализе отдельных видов мистического опыта. В наши дни, однако, укоренилось убеждение, что существует абстрактная мистическая религия. Одна из причин этого широко распространённого мнения кроется в усилении пантеистической тенденции, оказавшей за последние сто лет гораздо большее влияние на религиозную мысль, чем когда-либо до того. Это влияние обнаруживается в разнообразнейших попытках перейти от застывших форм догматической, официальной религии к своего рода универсальной религии.
- Руфус Джонс:

Под мистикой я понимаю род религии, которая основывается на чувстве непосредственно воспринимаемой связи с Богом, на прямом и внутреннем сознании Божественного присутствия. Это религия в её наиболее действенной и живой стадии.